# Главный магистрат
- 1720—1723 князь Ю. Ю. Трубецкой
- 1720—1723 И. И. Исаев (и.о.)
- 1723—1727 князь А. Г. Долгоруков
- 1743—1746 князь В. П. Хованской
- 1746—1758 С. С. Зиновьев
- 1758—1764 Ф. П. Квашнин-Самарин
- 1765—1772 Г. Г. Протасов
- 1772—1774 Ф. М. Толстой
- 1774—1782 Н. Б. Самойлов

Главный магистрат — высшее государственное учреждение, основанное в Санкт-Петербурге по указу царя Петра I в 1720 году как главное начальственное учреждение над городовыми магистратами других городов.
В Санкт-Петербурге Главный магистрат выполнял функции городского магистрата, во главе его стоял обер-президент, члены Главного магистрата (4 бургомистра и 2 ратмана) избирались из числа наиболее состоятельных горожан. Главный магистрат осуществлял контроль за распределением финансов в городах, раскладкой и сбором податей и сборов. Косвенные сборы (таможенные, солевые, кабацкие и пр.) с 1722 года оставлены в ведении городских магистратов. Главный магистрат контролировал также действия полиции и исполнение городскими магистратами возложенных на них полицейских функций.
Утверждению Главного магистрата подлежали все гражданские и уголовные дела, которые велись городскими магистратами. Для решения сложных дел Главный магистрат сносился с Сенатом. Главный магистрат не подчинялся распоряжениям Камер-коллегии и других коллегий, что было обязательным для городских магистратов. В царствование Петра I Главный магистрат был главным органом городского управления, сосредоточившим в своих руках контроль за основными областями жизни Санкт-Петербурга.
За исполнение указов Главного магистрата отвечал Президент, должность которого была введена в 1721 году.
В 1727 году Главный магистрат был заменён Ратушей, восстановлен в 1743 году как Контора Главного магистрата, переведённого в Москву. С 1743 года Главный магистрат по предписанию Сената подчинялся губернским властям и полиции. С 1775 года являлся почти исключительно судебным учреждением, рассматривал уголовные и гражданские дела лиц из купеческого и мещанского сословий. Окончательно упразднён в 1796 году, часть функций передана Ратгаузу.